# 诸昌年
诸昌年（英語：Chu Chang-nien，1892年—1982年），江苏吴县人，中华民国外交官。

## 生平
诸昌年早年赴美国留学。后曾任中国驻英使馆三等秘书。1928年出任国民政府外交部参事。1929年被任命为中国驻瑞典公使，并兼任驻挪威公使。1932年起又兼任驻芬兰公使。1936年至1937年间曾任江海关监督。

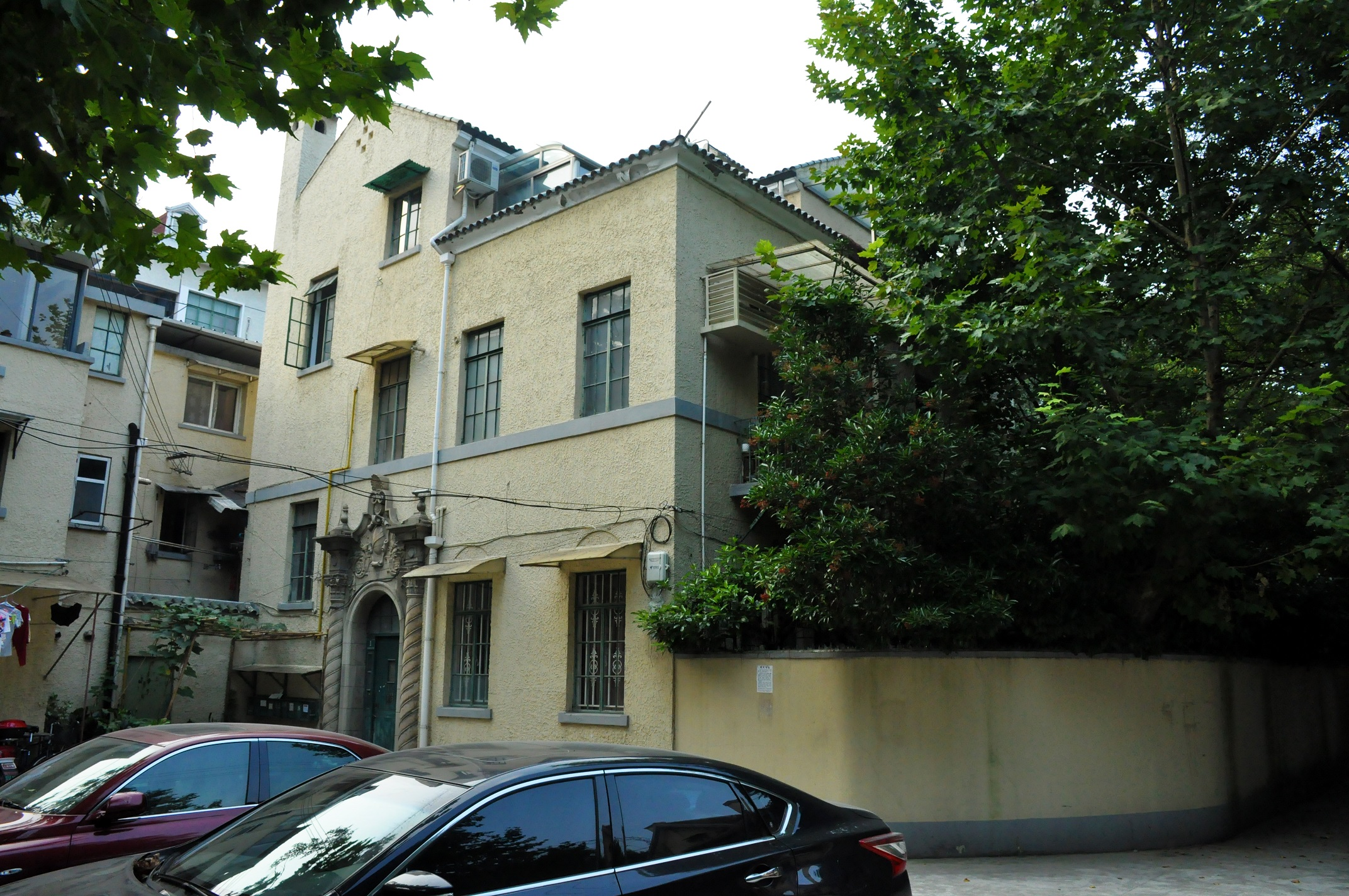
诸昌年当年在上海的住宅

诸昌年夫人唐宝珠（Elsie Tong）是中华民国首任国务总理唐绍仪长女。现上海市武康路40弄1号（原福开森路18号）当年曾是诸昌年夫妇的住宅。抗日战争爆发后，已卸下公职的唐绍仪寓居于女婿诸昌年家中。1938年9月30日，唐绍仪在此处被军统特工暗杀。